# Lajos Papp
Lajos Papp (* 18. August 1935 in Debrecen, Ungarn; † 17. Januar 2019 in Oldenburg) war ein ungarischer Komponist und Musikpädagoge.

## Leben
Lajos Papp studierte zunächst am heimatlichen Konservatorium Klavier und Komposition, anschließend Komposition bei Ferenc Szabó und Dirigieren bei László Somogyi an der Franz-Liszt-Musikakademie in Budapest. Die musikalische Ausbildung dort sah eine Beschäftigung mit der Zwölftontechnik der Neuen Wiener Schule nicht vor. Papp eignete sich diese Techniken durch eigenständiges Studium der seinerzeit schwer zu beschaffenden Werke Schönbergs, Bergs und Weberns an. 1960 beendete er sein Studium mit einem Diplom für Komposition.
Bis 1968 war er als Klavier- und Theorielehrer an der Musikschule in Budapest tätig, wo er zu Beginn der 1960er Jahre im Zuge von Reformbestrebungen zusammen mit Erna Czövek und László Dobzay das Fach Musikliteratur einführte. In diese Zeit fällt seine Entscheidung, sich auf kompositorischem Gebiet verstärkt der Pädagogik zuzuwenden. Statt sich isoliert mit Musiktheorie, Musikgeschichte und Solmisation zu befassen, wie es der bisher gültige Studienplan vorschrieb, wurde nun im Theorieunterricht zunächst ein Werk (meist eine Oper) aus der Wiener Klassik, dann aus Barock und abschließend aus der Renaissance oder der Modernen (Bartók) ganzjährig unter verschiedenen Blickwinkeln behandelt.
In der Folgezeit stellte er Sammlungen unter pädagogische Aspekten zusammen und komponierte eine Reihe von anspruchsvoller pädagogischer Literatur, schwerpunktmäßig zunächst für Klavier, aber auch für andere Instrumente (u. a. beispielsweise Spielstücke in Instrumentalschulen und Sammlungen für Streichinstrumente, Blockflöte, Gitarre und Posaune). Ab Mitte 1968 war er als freischaffender Komponist tätig. Ein Stipendium ermöglichte ihm ein Studium in den Meisterklassen Klaus Hubers und Helmut Lachenmanns in Basel Schweiz von 1971 bis 1973, führte aber nicht zu einer Annäherung an deren Kompositionsstil.
Seit 1973 lebte Lajos Papp mit seiner Familie in Oldenburg als Lehrer für Klavier und Theorie an der Musikschule Oldenburg. Diese Übersiedlung nach Deutschland und die dadurch verursachte Veränderung in Beruf und Familie bedingten eine längere Schaffenspause von 1973 bis etwa 1985. In der nun beginnenden Periode stellte Papp sein musikpädagogisch inspiriertes Schaffen in den Vordergrund seiner Arbeit. Seine Klavierschule, 1965 begonnen und 1971 abgeschlossen, wurde nach gründlicher Überarbeitung 1994/95 veröffentlicht. Für das Einzeltonakkordeon erschienen drei progressiv geordnete, oftmals anstelle eines Schulwerks verwendete Spielhefte. Viele Werke entstanden aus der musikpädagogischen Praxis, oft auf Anregungen von Instrumentalpädagoginnen und -pädagogen. Durch seine kompositorische und musikpädagogische Haltung, bei der er ausgehend von der Pentatonik, westeuropäischen Modellen (Dur-/Moll-System) osteuropäische (Kirchentonarten) entgegenstellt und Kinderlieder aus vielen Ländern der Erde in sein Schaffen einbezog, hat sich Papp in die Tradition seiner Landsleute Béla Bartók und Zoltán Kodály eingereiht und galt als einer der bedeutendsten zeitgenössischen Vertreter dieser Richtung.

## Werke
Lajos Papp teilte seine Arbeiten selbst in zwei Kategorien ein: pädagogische Musik und Kunstmusik. In dieser – von Papp so bezeichneten Stilistik – ist das Tonmaterial in einer freien Zwölftontechnik geordnet und bietet so dem Komponisten die Möglichkeit, seine Musik in einen nicht grundtonbezogenen Schwebezustand zu versetzen. Sie gerät gewissermaßen in einen idealistischen, nicht-materialistischen Zustand. Bei Betrachtung der Werkgenese ist erkennbar, dass diese klare Trennung nicht von vornherein beabsichtigt war. Bei Papps ersten Kompositionen aus dem Jahr 1967 (Drei Rondos für Klavier (1967), Variazioni per pianoforte (1968), Trakl-Lieder für Sopran und Klavier) steht sein Hauptinstrument im Mittelpunkt. 1966 trat Papp mit einem größer besetzen Werk an die Öffentlichkeit, Dialogo per pianoforte ed orchestra, das in seiner musikalischen Aussage nach wie vor gültig ist. Seine pädagogischen Hauptwerke wurden zunächst in Ungarn verlegt, dann aber auch in Deutschland und Frankreich. Teile davon sind in Sammlungen in Europa, Kanada, Japan und Südafrika erschienen. Zahlreiche Werke sind in verschiedenen Verlagen erschienen, u. a. auch drei Hefte für das Einzeltonakkordeon im AUGEMUS Musikverlag.
Pädagogische Werke:
Literatur für den Klavierunterricht:
- Drei Klavierstücke, 1970
- 27 kleine Klavierstücke, 1969
- Starting the Piano, 1969
- 22 kleine Klavierstücke, 1985
- Märchenbilder, 1987
- Kinderbilder aus Europa, 1987
- Aquarium, 1994
- Das Klavier-ABC, Teil 1, 1994
- Der kräftige Maulwurf für Klavier zu vier Händen, 1994
- Ungarische Weihnachtslieder, 1994
- Das Klavier-ABC, Teil 2, 1995
- Mosaik, 1997
- Images. Pièces pour piano à 2 et 4 mains, 1998

Werke für Akkordeon:
- 44 leichte Stücke, 1990
- Der müde Hampelmann, 1991
- Pierrot träumt. Zwölf Stücke für Akkordeon, 1993

Werke für Streichinstrumente:
- Vier Stücke für Violoncello, 1973
- 15 kleine Violoncelloduos 1973
- Ungarische Weihnachtslieder für zwei Violinen, 1995

Werke für kammermusikalische Besetzungen:
- Fünf Stücke für Violine und Klavier, 1968
- Drei Tänze für zwei Violinen und Klavier, 1968
- Tanz der Frösche. Kleine Kammermusiken für Blockflöte oder ein anderes Melodieinstrument und Akkordeon, Band 1, 1991
- Ungarische Weihnachtslieder für zwei Blockflöten oder zwei Gitarren, 1994
- Ungarische Variationen für Violine und Klavier, 1985/1998
- Tanz der Frösche. Kleine Kammermusiken für Blockflöte oder ein anderes Melodieinstrument und Akkordeon, Band 2, 1998